# 拉巴佐日 (芒什省)
拉巴佐日（法語：La Bazoge，法語發音：[la bazɔʒ]）是法国芒什省的一个旧市镇，属于阿夫朗什区。2017年，拉巴佐日和相邻的其它6个市镇合并为新市镇瑞维尼莱瓦莱。

## 地理
拉巴佐日（48°38'45"N, 1°1'44"W）面积5.8 平方千米，位于法国诺曼底大区芒什省，该省份为法国西北部沿海省份，西、北、东北三面环大西洋，东起顺时针与卡爾瓦多斯省、奧恩省、马耶讷省和伊勒-维莱讷省接壤。
与拉巴佐日接壤的市镇（或旧市镇、城区）包括：勒梅尼勒兰夫赖、沙斯盖、谢夫勒维尔、丰特奈、罗马尼-丰特奈。

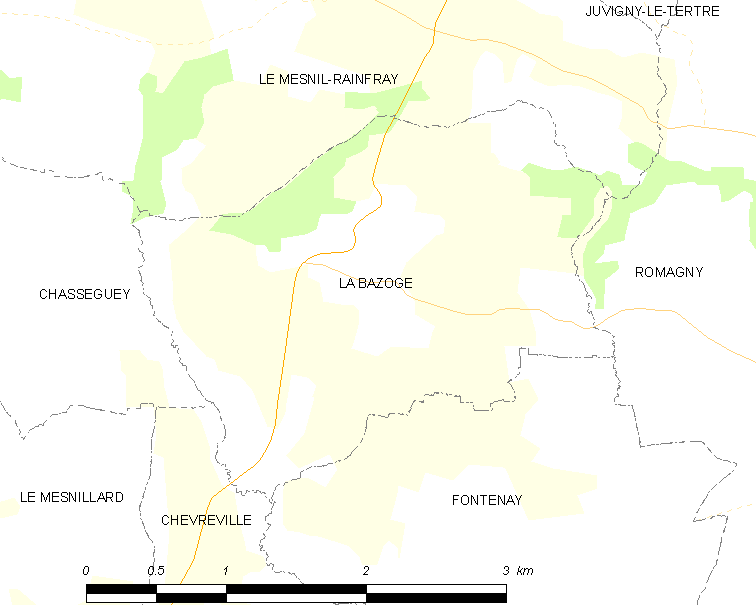
的OSM定位图

拉巴佐日的时区为UTC+01:00、UTC+02:00（夏令时）。

## 行政
拉巴佐日的邮政编码为50520，INSEE市镇编码为50037。

## 政治
拉巴佐日所属的省级选区为伊西尼-勒比阿县。

## 人口

1962-2008年间人口变化图示

拉巴佐日于2018年1月1日时的人口数量为143人。